# 台湾鉄路管理局DR3000型気動車
DR3000型気動車は、かつて台湾鉄路管理局（台鉄）にて運行されていた自強号用の気動車である。

## 概要
台鉄では、東部幹線の自強号の混雑対策に加え、1991年の南廻線の開通に備え、1986年に製造されたDR2900型の増備を計画した。相当数の増備を予定していたが、DR2900型の続番にするとDR2900型とDR2910型の番号重複が発生するため、新形式DR3000型として製造することに決定した。そのため、車両や性能はDR2900型と同じであり、製造も日立製作所が引き続き行っている。
動力車はDR3000型、中間に入る付随車はDR3070型で、DR2900型同様、3両編成を1ユニットとして組成され、最大15両編成として使用される。最初に製造された9編成27両は、1990年5月より東部幹線用として使用を開始し、続く18編成54両は同年12月迄に製造され、南廻線でも使用を開始した。
2010年からは、乗降扉の自動扉化が行われ、さらに2011年からは、動力エンジンをDR3100型と同じNTA855-R1に交換し、出力350HPに増強した。
後述する事故によって6両が廃車されており、残る85両は自強号の主力車両として、東部幹線や南廻線を中心に使用されていた。
2023年4月25日に定期運転からDR2800型と共に引退し、2023年4月26日に樹林ー花蓮間で運行された臨時列車で引退した。

## 事故
DR3000型は、これまでに6両の事故廃車が発生している。
1997年3月27日に外澳駅で発生したコンクリートミキサー車との衝突事故では、DR3045とDR3093の2両が大破し、廃車された。
2002年8月9日に台中駅にて発生した回送列車の脱線事故では、先頭車のDR3017が事故廃車となった。
2013年8月31日には、南迴線枋山一号トンネル付近で土砂崩れによって線路上に流出した土砂に乗り上げ、3両が脱線したが、翌年6月の東部幹線の電化開業により運用に余裕が生じることから復旧は見送られ、廃車となった。
2013年の事故で廃車された3両のうちDR3051については、2019年6月に花蓮機廠で客室内の修理がなされたうえで花蓮県鳳林鎮の台東線旧林栄駅（廃駅）跡に造成された林栄公園に搬入され、オブジェとして静態保存されている。

## 列車編成
|        |        |        |  |  |  |  |  |  |  |  |  |  |  |  |  |
| DR3000 | DR3070 | DR3000 |  |  |  |  |  |  |  |  |  |  |  |  |  |

- 制御車(DR3000): DR3000型、54両（現役50両）
- 付随電源車(DR3070): DR3070型、27両（現役25両）

## ギャラリー

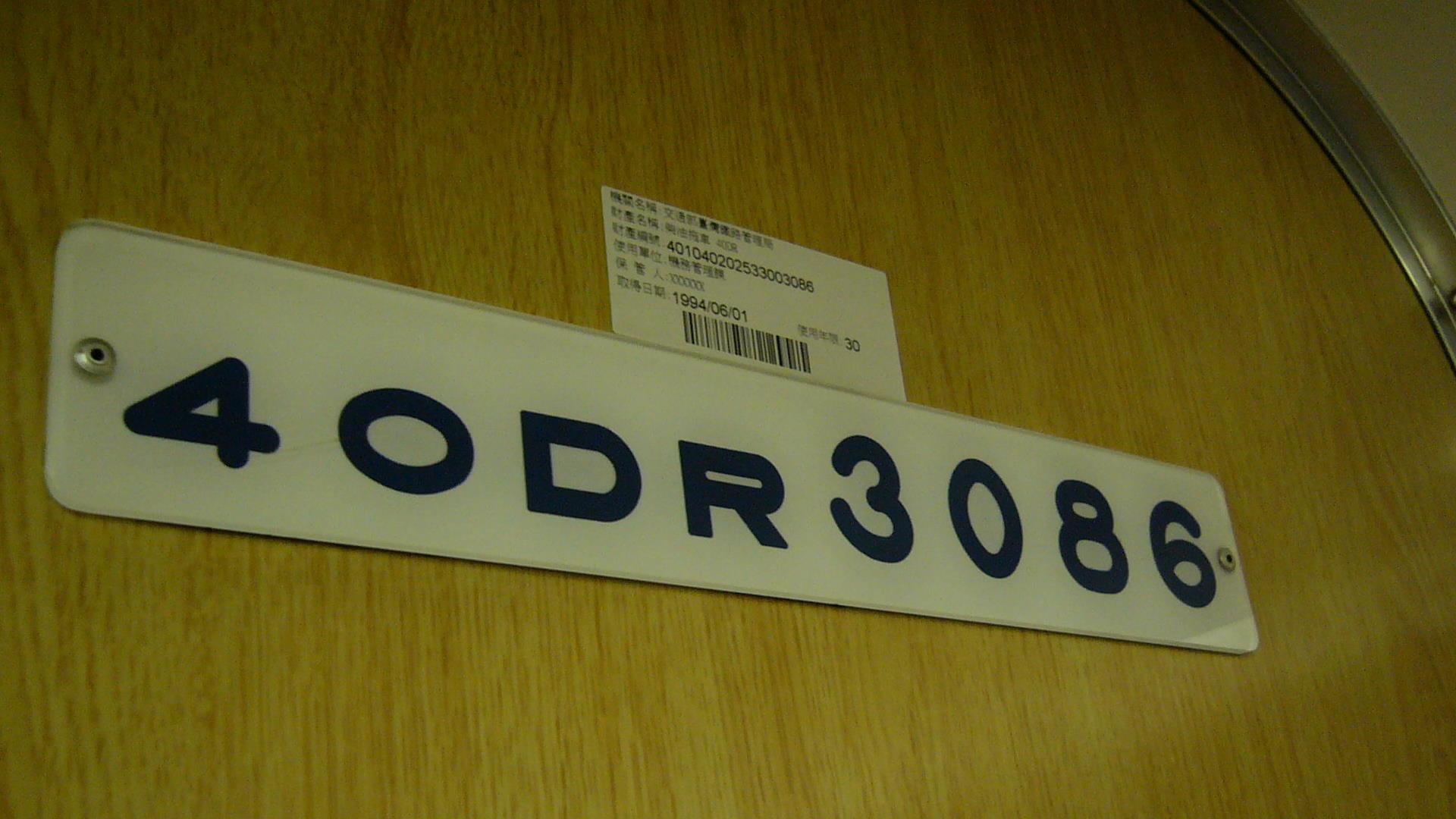
DR3000型の車両番号板
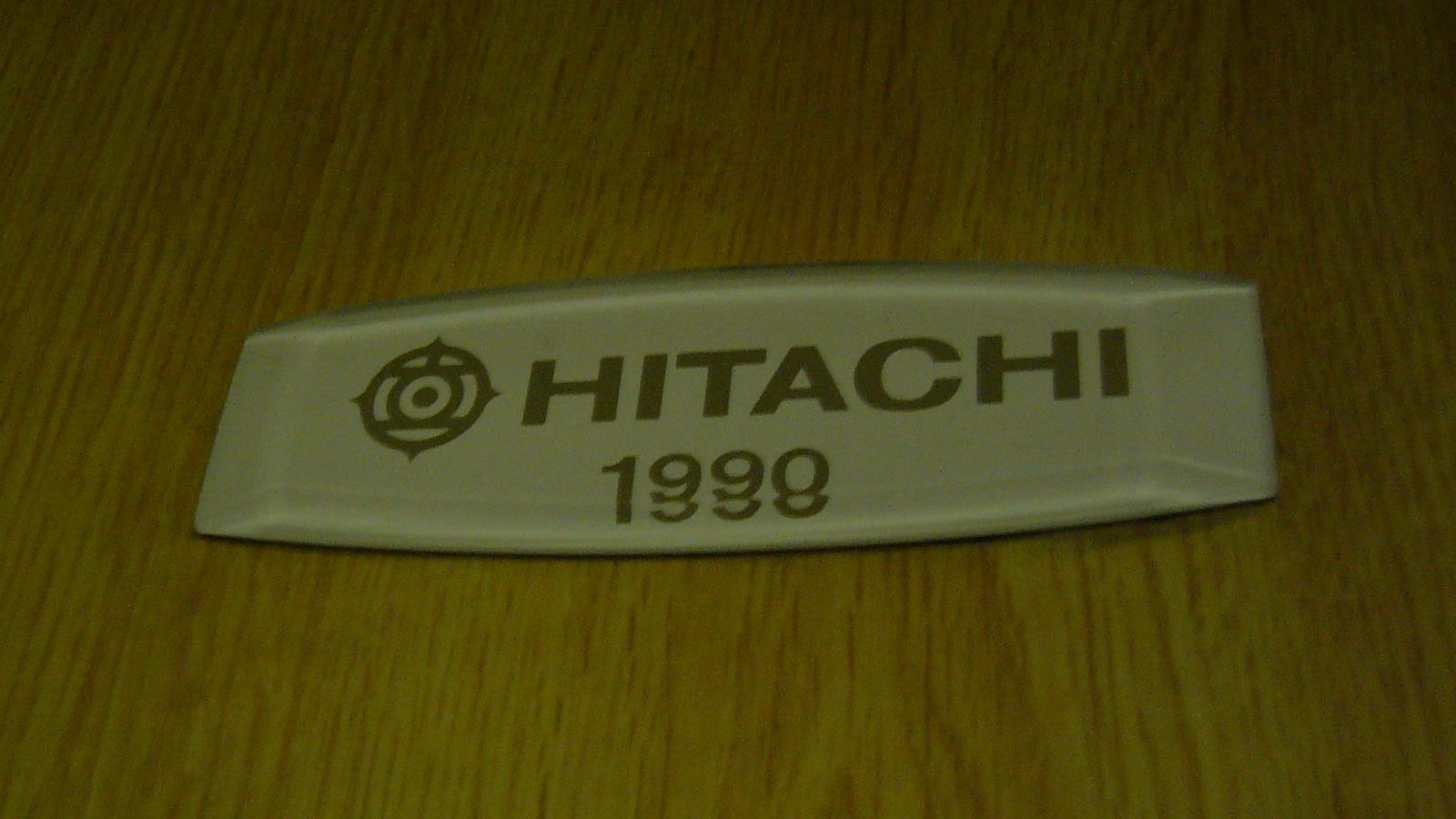
DR3000型車内の日立製作所の銘板
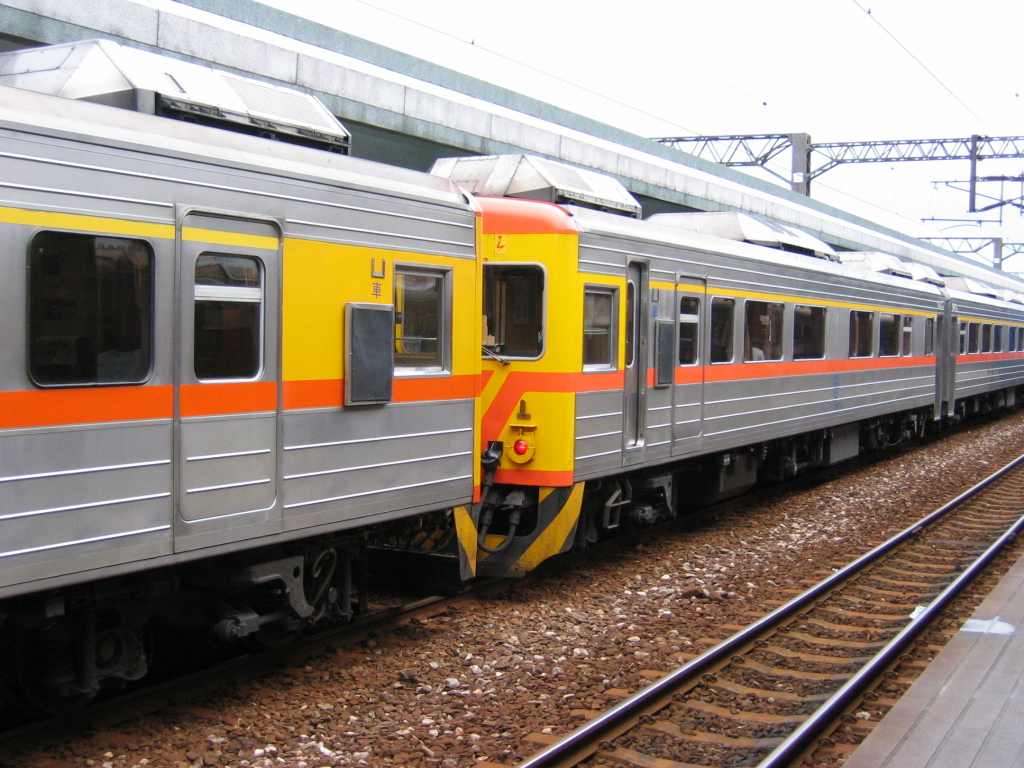
花蓮駅のDR2900/DR3000型自強号
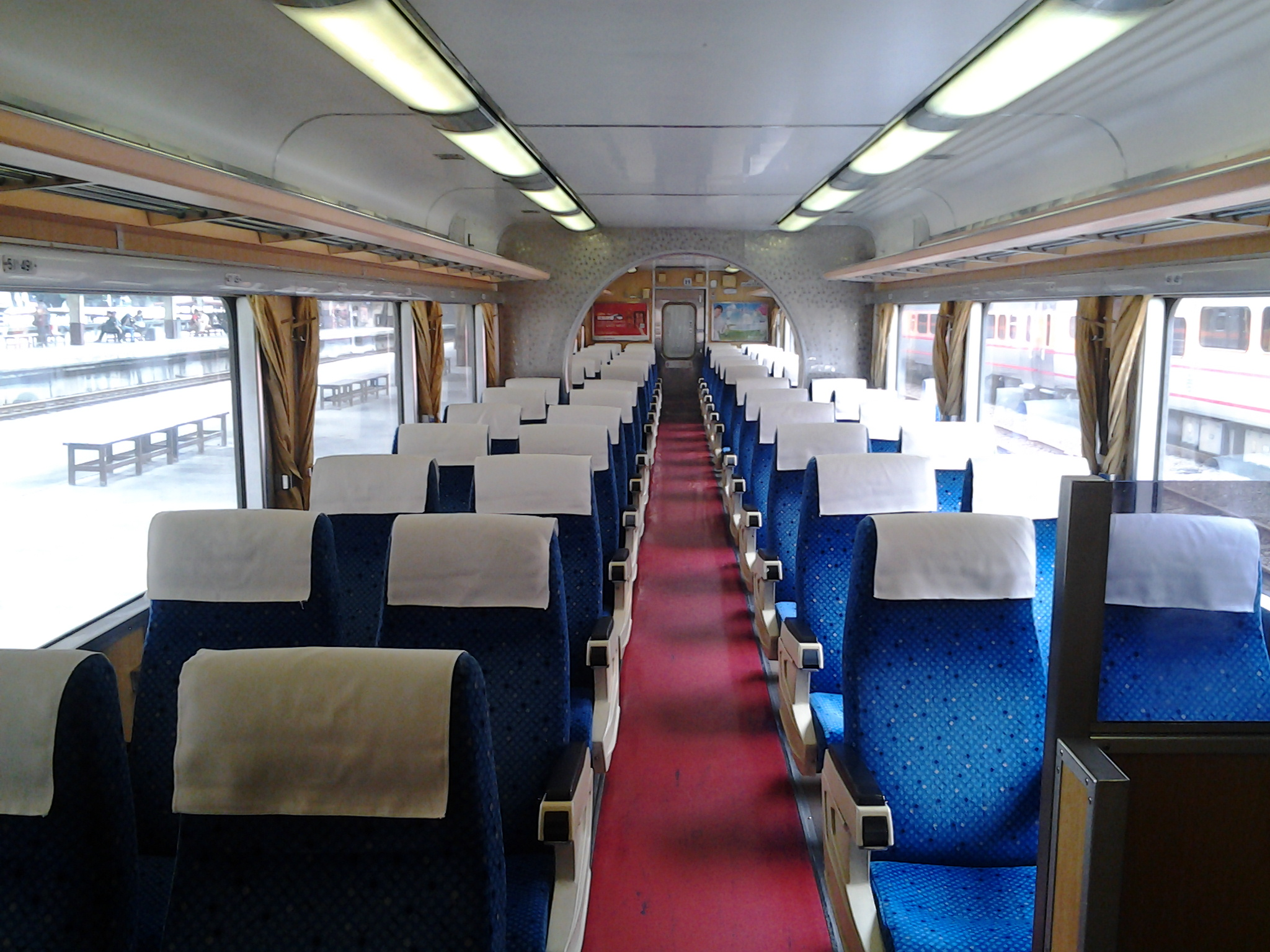
DR3000型の内装